# باك وولف
باك وولف (بالإنجليزية: Buck Wolf)‏ هو صحفي أمريكي، ولد في 24 ديسمبر 1964 في نك الكبرى ‏ في الولايات المتحدة.